# Protium pristifolium
Protium pristifolium är en tvåhjärtbladig växtart som beskrevs av Douglas C. Daly. Protium pristifolium ingår i släktet Protium och familjen Burseraceae. Inga underarter finns listade i Catalogue of Life.